# Vi ses i Kraków
Vi ses i Kraków är en svensk kortfilm från 1992, regisserad och skriven av Agneta Fagerström-Olsson. Filmen skildrar en familj präglad av konflikter som är på väg till Kraków i Polen. Föräldrarna spelas av Suzanne Reuter och Krister Henriksson och barnen av Jessica Liedberg och Figge Norling.

## Handling
En familj bestående av ett medelålders par och deras barn i övre tonåren bor i en nedsliten lägenhet. De är allesammans på väg till Kraków där fadern, som är i VVS-branschen, har fått ett nytt arbete. Allt är klart inför resan och familjen väntar på den taxi som ska ta dem till färjan.
Stämningen i familjen är laddad och familjen skriker förolämpningar till varandra. Familjens hund bevittnar konflikterna och gnäller till ibland. Taxin anländer och familjen lämnar lägenheten. TV:n står fortfarande påslagen och kvar finns även familjens hund, som ingen tänkte på att ta med sig.

## Rollista
- Suzanne Reuter – modern
- Krister Henriksson – Nisse, fadern
- Jessica Liedberg – dottern
- Figge Norling – sonen

## Om filmen
Filmen utgjorde del 2 i stafettfilmen 90 minuter 90-tal, beställd av Göteborgs filmfestival, där del 1 utgjordes av Roy Anderssons Härlig är jorden. Vi ses i Kraków spelades in i Sverige 1992 och producerades av Gunnar Bergdahl, Lena Hansson och Freddy Olsson för Stiftelsen Svenska Filminstitutet, Sveriges Television AB TV2 och Filmhusateljéerna AB. Den fotades av John O. Olsson och klipptes av Christin Loman. Den premiärvisades 1992 på Göteborgs filmfestival och repriserades på samma festival året efter.